# Oris Erhuero
Oris Erhuero est un acteur, producteur de cinéma, écrivain et top model britannique, né le 23 septembre 1968 à Londres.

## Filmographie
- 2000 : Highlander: Endgame : Winston
- 2002 : Black Mask 2: City of Masks : Wolf
- 2003 : Lotta : King
- 2004 : A Lousy Ten Grand : Cleon
- 2005 : Quelques jours en avril (Sometimes in April) (TV) : Honore Muganza
- 2005 : Joe Willie's Friend : Michael
- 2010 : Moloch Tropical de Raoul Peck (TV) : John Baker